# Sapromyza innuba
Sapromyza innuba är en tvåvingeart som beskrevs av Giglio-tos 1893. Sapromyza innuba ingår i släktet Sapromyza och familjen lövflugor. Inga underarter finns listade i Catalogue of Life.